# Barbee
Barbee, pseudonimo di Adrienn Bata (Ózd, 15 luglio 1990), è una cantante ungherese.

## Carriera
Barbee ha ottenuto popolarità nel 2008 con il suo singolo di debutto Ébressz fel, il cui video è stato il più richiesto sul canale musicale VIVA. Il suo album di debutto, Popsztár, è uscito a giugno 2009. Il successo del disco ha fruttato alla cantante un premio VIVA Comet per il miglior debutto femminile nel 2010. Nell'estate del 2010 Barbee ha partecipato alla terza edizione del reality show A stáb, sempre trasmesso su VIVA, che l'ha vista condividere una casa a Balatonfüred per alcune settimane con cinque altre giovani celebrità ungheresi.
Il 28 gennaio 2011 VIVA ha organizzato il Barbee-napot, il giorno di Barbee, in cui sono stati trasmessi tutti i video della cantante, con l'aggiunta di interviste. Il secondo album di Barbee, Szívszilánk, è uscito nell'estate successiva.
Nell'autunno del 2012 il suo primo singolo in oltre un anno, Sodor az ár, ha debuttato alla 2ª posizione della classifica dei brani più venduti in Ungheria. La cantante è successivamente tornata nella sua città natale per vivere una vita lontano dai riflettori, pur continuando a pubblicare musica sporadicamente.

## Discografia

### Album in studio
- 2009 – Popsztár
- 2011 – Szívszilánk

### Singoli
- 2008 – Ébressz fel
- 2008 – Hógömb
- 2009 – Ámor nyila
- 2009 – Szívtörő
- 2009 – Popsztár
- 2010 – Kapj el!
- 2011 – Forog a föld
- 2011 – Míg a szívünk dobog
- 2011 – Érezni fáj
- 2012 – Sodor az ár
- 2013 – Holdfény
- 2014 – Emlékkép
- 2016 – Stranger
- 2019 – Véget ér